# Torrent del Grau
|  | Per a altres significats, vegeu «Torrent del Grau (Guixers)». |

El Torrent del Grau és un afluent per l'esquerra de la rasa de Coll de Jou (la qual, ensems, ho és de la Riera de Canalda). Neix a 1.415 m d'altitud, a gairebé 500 m al SE de Coll de Jou i a una mica més de 600 m al nord de la font del Teixó i desguassa a la rasa de Coll de Jou a 1.219 m d'altitud al sud del planell de Les Planes.